# 三菱ケミカルメディア
三菱ケミカルメディア株式会社（みつびしケミカルメディア、MITSUBISHI CHEMICAL MEDIA CO.,LTD. ）はかつて存在した、記録メディアの製造販売を行っていた三菱ケミカルの子会社である。後述の“Verbatim”（バーベイタム）、“MITSUBISHI”（三菱）および“Victor”（ビクター）をブランドとしていた。

## 概要
2018年時点では、マクセル（マクセルホールディングス、旧・日立マクセル）と並ぶ記録メディアの大手製造メーカーであり、CD-Rの製造時から記録色素にアゾ色素を採用し、耐久性と保存性の高さで好評を博していた。
CD-RW・DVD-RW・BD-REには「SERL（Super-Eutectic-Recording-Layer）」・BD-Rには「MABL（Metal ABlative Layer）」を採用している。
最新のBlu-ray Discメディアのほか、DVD-RAMを除く記録型DVDメディア各種（DVD-RAMは販売はしているが、他社からOEM供給を受ける立場。これは同じ三菱グループの三菱電機が元々はDVD-RW陣営であったことが考えられる）、CD-RおよびCD-RW、MOの生産を手掛け、またDVDメディアの生産においては、記録色素の外販などを行っていた。
岡山県倉敷市の三菱ケミカルハイテクニカ水島テクノセンターでのBlu-rayメディアの生産（2019年生産終了）及びスタンパーの製造のほか、海外ではシンガポールの三菱化学インフォニクス（2013年生産終了）やアイルランドの三菱化学インフォニクス･アイルランドにて自社工場を構え、また、1999年より台湾のCMC Magnetics Corporationへ、2010年よりアラブ首長国連邦のFalcon Technologies Internationalなど、外部工場に記録色素と製造ラインを持ち込みの上で光ディスクの生産を委託していた。記録メディアの製造拠点を早くから海外に移したことでも広く知られている。
2019年6月14日に記録メディア事業及びその他事業をCMC Magnetics Corporationの子会社へ売却することを発表、2020年にVerbatim Japanへ譲渡し撤退した。

## 沿革
1982年、三菱化成工業が当時急速に普及し始めていた小型フロッピーディスクの製造・販売を目的とし、この分野で世界的に影響力を持つ企業の一つであった アメリカ合衆国・Verbatim（バーベイタム）社と合弁で「化成バーベイタム」を設立。その後、1990年に三菱化成（三菱化成工業から社名変更）がバーベイタム社を買収し子会社化したことに加え、三菱グループの再編で三菱グループにおける総合化学メーカーとなったことを受け、統合に先立ち化成バーベイタム社を解散し、その事業受け皿として設立されたのが現法人である。
- 1982年（昭和57年）- 米Verbatim社と三菱化成工業との合弁で、当社の前身となる化成バーベイタムを設立。
- 1988年（昭和63年）- 三菱化成工業が「三菱化成」に社名変更。
- 1990年（平成2年）- 三菱化成、米Verbatim社を買収し子会社化。
- 1994年（平成6年）- 三菱化成と三菱油化が合併し三菱化学が発足。これに先立ち化成バーベイタムを解散し、三菱化成メディアを設立。日本国内での「Verbatim」ブランド使用を一旦終了。
- 1995年（平成7年）- 社名を三菱化学メディアに改称。シンガポールの三菱化学インフォニクスにてCD-Rの海外生産を開始。
- 1996年（平成8年）- アイルランドのバーベイタム[注 1]アイルランド工場にてCD-Rの生産を開始[10]。
- 1997年（平成9年）
  - 世界で最初にCD-RWを発売[11]。
  - DVD-R Ver1.0（3.95GB）を発売[12]。
  - 台湾のCMC Magnetics CorporationへCD-Rの製造委託を開始[13]。
  - アメリカのバーベイタムが所有する磁気メディア3工場をCMC Magnetics Corporationへ売却し、バーベイタムは記録メディアの販売専業となる。
- 1998年（平成10年）- 音楽録音用CD-R・CD-RWディスクを発売[14]。
- 1999年（平成11年）
  - 自社開発した有機色素「スーパーアゾ」を採用したCD-Rを発売[15]。
  - DVD-RWを発売[16]。
- 2000年（平成12年）
  - DVD-R for Authoring Ver2.0（4.7GB）を発売[17]。
  - DVD-RAMを発売[18]。
  - DVD-R for General Ver2.0（4.7GB）を発売[19]。
- 2001年（平成13年）
  - エムシーインフォニクスアイルランドをCMC Magnetics Corporationへ売却[20]。
  - 世界で最初にDVD+RWを発売[21]。
- 2002年（平成14年）
  - 世界で最初にDVD+Rを発売[22]。
  - 自社開発の高速記録対応有機色素「SONIC AZO」を採用したCD-Rを発売[23]。
- 2003年（平成15年）- BD-RE Ver1.0（23.3GB）を発売[24]。
- 2004年（平成16年）- 世界で初めて片面二層DVD+R DL（ダブル・レイヤー）8.5GBディスクを発売[25]。
- 2005年（平成17年）
  - 世界で初めて片面二層DVD-R DL（デュアル・レイヤー）8.5GBディスクを発売[26]。
  - LightScribe専用DVD+R/CD-Rディスクを発売[27]。
  - マスタリング用ディスク「Green Tune」CD-Rを発売[28]
- 2006年（平成18年）
  - HD DVD-R・HD DVD-R DL・BD-R・BD-RE（25GB）を発売[29]。
  - ビデオカメラ用8cm DVD-R DLおよび8cm DVD+R DLを発売[30][31]。
- 2007年（平成19年）
  - 世界で初めてビデオカメラ用8cm BD-Rおよび8cm BD-REを発売[32]。
  - マスタリング用ディスク「Green Tune DVD-R」を発売[33]。
  - BD-R DLを発売[34]。
- 2008年（平成20年）
  - 世界で初めて記録層に有機色素を使用したBD-R LTH TYPEを発売[35]。
  - 長期保存 DVD-R『ARLEDIA（アルレディア）』を発売[36]。
  - フロッピーディスクの原料となる磁気ディスクの生産及び翌年3月でのフロッピーディスク販売終了を発表[37]。
- 2009年（平成21年）
  -  オランダ・FREECOMを買収[38]。
  - 「Verbatim」ブランドを日本に再投入。
- 2010年（平成22年）
  - サッカーJリーグ・ギラヴァンツ北九州のスポンサーとなる。
  - 日本国内での商品ブランドを「Verbatim」に統一。
- 2013年（平成25年）- 一般消費者向け光ディスク・メモリーカード類などの日本における総代理店をアイ・オー・データ機器と定め、販売の一切を委託。
- 2017年（平成29年）
  - 4月1日 ‐ 親会社だった三菱化学が三菱樹脂・三菱レイヨンと統合し三菱ケミカルが発足。これを受け、商号を三菱ケミカルメディア株式会社に改称。
  - 12月15日 - 既存のVerbatimブランドに加え、新たにVictorブランドのCD-R、およびCD-R、DVD-R、DVD-RW、BD-R、BD-REの各種ブランクメディアを順次発売開始。
- 2019年（平成31年/令和元年）
  - 6月14日 - 記録メディア事業及びその他事業をCMC Magnetics Corporationの子会社へ売却することを発表[9][39]。
  - 12月10日 ‐ 事業売却後もアイ・オー・データ機器がVerbatimの光ディスク製品の国内販売総代理店を引き続き務めることに合意[40]。それと同時に、当社の記録メディア事業及びその他事業はCMC Magnetics Corporation子会社の日本法人Verbatim Japan株式会社が取得することが明らかになる。
- 2020年（令和2年）
  - 4月15日 - 親会社の三菱ケミカルと同一の所在地へ移転[41]。なお三菱ケミカルのグループ会社一覧から当社の記述が消去されている[42]。

## 製品
日本では、米国Verbatimと提携し当初の段階では「化成バーベイタム」によりフロッピーディスクなどをVerbatimブランドで発売していたが、三菱化成メディアの設立に伴いMITSUBISHIブランドに変更された。しかし、Blu-ray対応録画機の普及も手伝い、世界戦略の見直しから2009年9月よりVerbatimブランドを日本市場に再投入（ブランドとしては本格的な展開開始）。当初はPCデータ用ディスクを皮切りに、ブランドの切替を開始し、翌2010年9月1日出荷分以降は、全ての商品を「Verbatim」ブランドに“戻し”、MITSUBISHIブランドは一時、完全に姿を消す事となった。
その後、ディスクメディアでMITSUBISHIブランドの商品も一部復活したが、Verbatim Japanへの譲渡に伴い、2020年度を目途に再度終了。同パッケージのままVerbatimブランドに順次変更しているため、Verbatimブランドのディスクメディアは、当初からVerbatimブランドのものと、MITSUBISHIブランドから変更したものの2種類のパッケージが混在している。
2013年4月以降、アイ・オー・データ機器を日本における総代理店と定め、MITSUBISHIブランドの商品を含めて販売の一切を委託している。ただし、2017年12月から発売された「Victor」ブランドの商品はブランド所有者のJVCケンウッドが代理店となり、商品の問い合わせなどに対応している。2021年度以降の同ブランド商品の供給については、以前と変わらずVerbatim Japanが発売し、JVCケンウッドが代理店となっている。

## サッカー支援
三菱グループとしては日本プロサッカーリーグ（Jリーグ）では浦和レッドダイヤモンズ（浦和レッズ）を支援しているが、当社だけは2010年に「Verbatim」としてギラヴァンツ北九州を支援していた。
これは、同クラブが北九州市の黒崎地区に今も工場を構える当社保有のサッカー部（三菱化成黒崎サッカー部）を母体としていた事情があるためであり、旧ニューウェーブ北九州がJリーグへ昇格したことを機に、再投入した「Verbatim」ブランドの浸透を図る狙いも兼ねて、ブランド名でチームスポンサーとなっていた。
しかし、当の地元北九州市内にある家電量販店などでは、一時在庫限りとなっていた自社ブランド商品（2019年現在はデータ用ディスクメディアで復活）や2017年から製造しているVictorブランドの商品も含めて、売場に占めるこの会社の商品の割合は全国の他地域同様さほど高くない。録画機メーカーであるパナソニックやシャープにソニー、ライバルメーカーであるTDK（のちにイメーション社が販売していたが2015年末を以ってブランド終了）に日立マクセル（当時）、JVCケンウッド系のビクターアドバンスメディア（2015年末を以って清算）などと激しいシェア争いを繰り広げている（繰り広げていた）状態である。また、家電量販店がギラヴァンツのスポンサーに1社も入っていないこともまた、シェアの伸び悩みに繋がっている面もある。
たまたまリーグ過去最悪の成績で2010年のシーズンを終えたこともあり、Jリーグ規約こそ抵触しなかったものの、三菱グループ全体の浦和レッズに支援を集中する方針との矛盾を解消するため、僅か1年でスポンサーを降りる結果となった。